# Wiktar Babaryka
Wiktar Dzmitryjewicz Babaryka (biał. Віктар Дзмітрыевіч Бабарыка; ur. 9 listopada 1963 w Mińsku) – białoruski bankier, filantrop, polityk opozycyjny na Białorusi, więzień polityczny, były prezes Biełhazprambanku oraz kandytat na prezydenta Białorusi w 2020 roku. Zatrzymany 18 czerwca 2020.

## Kandydatura na prezydenta
8 maja 2020 Izba Reprezentantów Zgromadzenia Narodowego Republiki Białorusi wyznaczyła wybory prezydenckie na 9 sierpnia 2020 roku. Dnia 12 maja Wiktar Babaryka wyraził chęć kandydowania na prezydenta, a 20 maja zarejestrował drugi (po prezydencie Łukaszence) największy sztab wyborczy, który liczył 8904 osób.
Kandydaturę Babaryki publicznie poparli przedstawiciele białoruskiej kultury, w tym laureatka Nagrody Nobla Swiatłana Aleksijewicz i reżyser Andrej Kurejczyk. 17 czerwca filozof Uładzimir Matskewicz (wcześniej popierający bojkot wyborów) także poparł kandydaturę Babaryki na prezydenta w ramach solidarności ze wszystkimi prześladowanymi osobami podczas kampanii wyborczej. Zaczął on również zachęcać przeciwników reżimu Łukaszenki do zjednoczenia się wokół Babaryki, który stał się de facto liderem białoruskiej opozycji. Dwaj byli kandydaci na prezydenta z wyborów 2010 roku także opowiedzieli się za Wiktarem Babaryką: Uładzimir Niaklajeu (13 czerwca) i Andrej Sannikau (15 czerwca).
Pod koniec maja 2020 sondaże internetowe wykazywały, iż Wiktor Babaryka zająłby pierwsze miejsce z ponad 50% poparciem. 31 maja Babaryka przedstawił „Deklarację Uczciwych Wyborów".
Zgodnie z białoruskim prawem, aby zostać zarejestrowanym jako kandydat na prezydenta, potrzebne jest uzyskanie 100 tysięcy podpisów – sztab wyborczy kandydata zebrał potrzebną liczbę 6 czerwca. Do 9 czerwca Babaryka pobił rekord Zianona Pazniaka, zbierając 230 tys. podpisów. 19 czerwca zespół Babaryki zgłosił 425 000 zebranych podpisów.
17 czerwca konto funduszu wyborczego Babaryki w Belarusbanku zostało zablokowane. Według zespołu wyborczego zamrożono ponad 100 000 BYN (ok. 42 000 USD).
20 czerwca sztab Babaryki przekazał do Centralnej Komisji Wyborczej Białorusi cały pakiet dokumentów, w tym wymaganą liczbę podpisów.
Dnia 14 lipca 2020 roku rejestracja kandydatury została odrzucona. Wielu politologów uważa, że czyniąc to, przewodniczący Centralnej Komisji Wyborczej Białorusi pod naciskiem ze strony obecnego prezydenta Łukaszenki celowo naruszył konstytucję.

## Poglądy
Opowiada się za reformami, nowoczesnością oraz silnymi związkami gospodarczymi z Rosją. Według jego opinii, gospodarczych organizmów Białorusi i Rosji nie da się oraz nie powinno rozdzielać. Twierdzi, że jest białoruskim patriotą, który myśli o gospodarczych interesach Białorusi. Zapytany o to do kogo jego zdaniem należy Krym odpowiedział wymijająco „do Grecji”.

## Opinia publiczna
Według nieoficjalnych sondaży internetowych co najmniej połowa głosujących była gotowa poprzeć Babarykę w zbliżających się wyborach prezydenckich w 2020 roku (przy założeniu dopuszczenia jego kandydatury).

## Odznaczenia i wyróżnienia
- W styczniu 2002 roku, prezydent Białorusi Alaksandr Łukaszenka, oficjalnie podziękował Babaryce za jego znaczący wkład w rozwój systemu bankowego Białorusi[14].

## Życie prywatne
Ma dwójkę dzieci. Żona Wiktora Babaryki zmarła 15 sierpnia 2017 roku.
W lipcu 2023 Eduard Babaryka, syn Wiktara, został skazany na 8 lat więzienia.